# Želetice u Kyjova

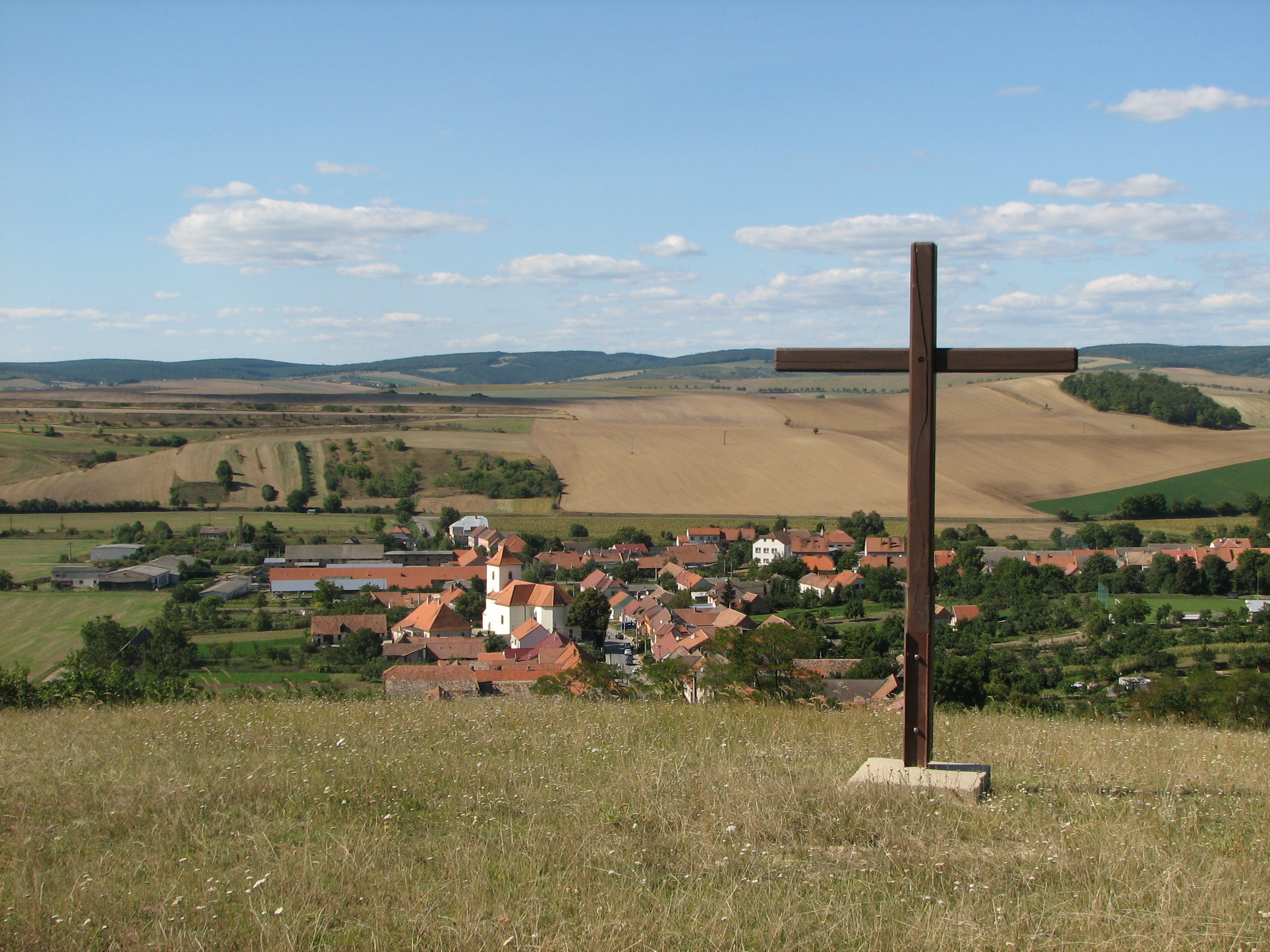
Blick auf Želetice

Želetice (deutsch Schelletitz, älter auch Zeltitz) ist eine Gemeinde in Tschechien. Sie liegt neun Kilometer westlich von Kyjov und gehört zum Okres Hodonín.

## Geographie
Želetice befindet sich am linken Ufer der Trkmanka am Fuße der Hügel der Věteřovská vrchovina. Jenseits des Flüsschens liegen die Hügel der Dambořická vrchovina. Nördlich erhebt sich der Mastný kopec (274 m), im Osten der Babí lom (417 m) und südwestlich die Homole (272 m). Östlich  führt die Staatsstraße I/54 von Slavkov u Brna nach Kyjov vorbei. Am nördlichen Ortsrand verläuft entlang der Trkmanka die Bahnstrecke Čejč–Ždánice.
Nachbarorte sind Archlebov und Dražůvky im Norden, Věteřov und Sobůlky im Nordosten, Strážovice im Osten, Stavěšice im Südosten, Nenkovice im Süden, Násedlovice im Westen sowie Janův Dvůr und Žarošice im Nordwesten.

## Geschichte
Die erste schriftliche Erwähnung des dem Bistum Olmütz gehörigen Dorfes erfolgte 1131 im Zusammenhang mit der Kirche in Břeclav. Der Name des Ortes leitet sich von einer Person Želeta her. Das ursprüngliche Dorf lag östlich des heutigen auf der Flur Želítky. Während der Kolonisationsphase in der Mitte des 13. Jahrhunderts wurde Želetice stark erweitert und eine Kirche errichtet. Bischof Bruno von Schauenburg reichte Želetice 1274 mit 24 Huben Land und weiteren Zubehör den Brüdern Frank und Albert Stockfisch als Lehn. Im Jahre 1418 gehörte das Dorf dem Andreas Sysl von Schelletitz, zwischen 1455 und 1459 dem Wenzel von Rechenberg. Von diesem erwarb Protivec von Zástřizl die Güter. 1530 überließen die Herren von Zástřizl das Dorf Ctibor Vranovský von Vranov. Wenig später wurde Želetice von den Türken geplündert.
Ab 1538 besaß Jan von Vranov Želetice, ihm folgte 1553 Beneš Krčma von Koněpas. Beim Einfall der ungarischen Aufständischen unter Stephan Bocskai wurde das Dorf verwüstet und geplündert. Die alte Feste erlosch dabei. In den 1580er Jahren befanden sich die Kirche und das Pfarrhaus in einem solch erbärmlichen Zustand, dass das Bistum Michael Krčma von Koněpas einen Lehnsentzug androhte. 1608 erwarb der Abt des Klosters Obrowitz, Simon von Fargasch, das Lehn zusammen mit seinem Bruder Bartholomäus für 6000 mährische Gulden. Die Brüder Fargasch reichten den Lehn-Besitz 1614 für 6509 mährische Gulden an den Protestanten Georg Berger von Berg (Jiří Pergar z Pergu) auf Uhřice weiter, der die Güter bis 1619 hielt.
Zu Beginn des Dreißigjährigen Krieges wurde das Dorf zwischen 1619 und 1623 mehrfach von Einfällen der Türken und Ungarn heimgesucht. Nach der Schlacht am Weißen Berg wurden die Güter konfisziert und 1622 an die Herrschaft Steinitz verliehen. Während des Krieges wurde der Ort bei weiteren Militäreinfällen niedergebrannt und verödete durch Seuchen. Nachdem die Pfarre in Želetice erloschen war, wurde das Dorf 1643 nach Steinitz eingepfarrt. Im Jahre 1650 kaufte Gundaker von Liechtenstein dem Bistum das Lehen ab. Im Jahre 1656 waren nur elf der 44 Anwesen des Dorfes bewirtschaftet. 1663 fielen die Türken in Želetice ein. Die Liechtensteiner errichteten in Schelletitz einen befestigten Herrenhof, der 1671 erstmals als Neue Zitadelle erwähnt wurde. Zwischen 1705 und 1713 wurde das Dorf trotz der auf der Strážná bei Dražůvky und dem Výhon bei Nenkovice stationierten Wachtposten mehrfach von den Kuruzen geplündert. Nach dem Einfall vom 20. Mai 1710, bei dem die Kirche, die Pfarre und 25 Häuser ausgeraubt worden waren, wurde den Wachtposten Nachlässigkeit vorgeworfen.
1713 zerstörte ein Brand die kleine Kapelle an der Kirche. Josef Wenzel I. von Liechtenstein ließ die Kapelle zwischen 1721 und 1732 wiederherstellen. 1777 entstand neben der Kirche ein Schulhaus. Die Pfarre Želetice wurde 1785 wiedererrichtet, zugleich entstanden ein neues Pfarrhaus und der Friedhof. Zum Ende des 18. Jahrhunderts kam es zwischen der Dorfgemeinde und der Herrschaft wiederholt zu Auseinandersetzungen um deren Rechte, insbesondere um die Nutzung der Fluren der trockengelegten Teiche Horní und Dolní rybník im Tal der Trkmanka. Der wegen seiner Rücksichtslosigkeit berüchtigte liechtensteinische Verwalter von Steinitz Fučíkovský blieb noch Generationen später in unrühmlicher Erinnerung. 1805 fielen nach der Schlacht bei Austerlitz die Franzosen ein und drangsalierten die Einwohner. Bis zur Mitte des 19. Jahrhunderts blieb Želetice immer nach Steinitz untertänig.
Nach der Aufhebung der Patrimonialherrschaften bildete Želetice/Schelletitz ab 1850 eine Gemeinde in der Bezirkshauptmannschaft Gaya und dem Gerichtsbezirk Steinitz. In der Zeit der Nationalen Wiedergeburt begann der Pfarrer Josef Průdek 1849 mit der Führung der Matriken in tschechischer Sprache. Dies wurde ihm recht bald durch den Brünner Bischof Anton Ernst von Schaffgotsch untersagt. 1887 zerstörte ein Großbrand 28 Häuser des Dorfes. 1906 begann nördlich des Dorfes der Bau der 26 km langen Bahnstrecke Čejč–Ždánice, die 1908 eröffnet wurde. 1946 wurde ein Kindergarten eingerichtet. Nach der Aufhebung des Okres Kyjov wurde der Ort 1960 dem Okres Hodonín zugeordnet. 1970 wurde die Gegend von einem Hochwasser der Trkmanka heimgesucht. 1985 errichtete die Landwirtschaftliche Produktionsgenossenschaft JZD „Sovětské armády“ bei Želetice eine Damwildfarm. 1998 wurde der Personentransport auf der Eisenbahnstrecke Čejč–Ždánice eingestellt und der Abschnitt zwischen Uhřice und Ždánice 2006 gänzlich stillgelegt. Die Schule wurde im Jahre 2005 geschlossen. Die Gebäude und Anlagen der Damwildfarm dienen heute zu Erholungszwecken.

## Gemeindegliederung
Für die Gemeinde Želetice sind keine Ortsteile ausgewiesen.

## Sehenswürdigkeiten
- Kirche des hl. Jakobus, errichtet in der Mitte des 13. Jahrhunderts, sie wurde 1925 erweitert
- Heimatmuseum, eingerichtet 2005 in der ehemaligen Schule. Ein Teil der Exposition ist dem Lehrer František Novák gewidmet, der von 1840 bis 1881 in Želetice gewirkt hat.
- Bildstock der hl. Anna
- Nationales Naturdenkmal Na Adamcích und Naturreservat Sovince, Hänge mit Steppenvegetation südlich und südwestlich des Ortes

## Söhne und Töchter der Gemeinde
- František Komňacký (* 1951), Fußballtrainer